# Социјални притисак
Социјални притисак је врста друштвеног утицаја испољена као отворена или прикривена принуда коју врши друштвена заједница на појединца или неку ужу друштвену групу ради прихватања неких уверења, ставова или облика понашања. Социјални притисак може бити у облику експлицитне наредбе, присиле, претње, или савета, молбе, прећутног општег слагања, имплицитног очекивања и групне норме. Социјални притисак је средство одржавања групне кохезије, као и формирања и мењања мишљења, ставова и понашања појединца.